# Code of the Sea
Code of the Sea is een Amerikaanse dramafilm uit 1924 onder regie van Victor Fleming. Destijds werd de film in Nederland uitgebracht onder de titel Wetten der zee.

## Verhaal
Als de jonge marineofficier Bruce McDow weigert om het want te repareren tijdens een storm, gaat hij door voor een angsthaas bij de rest van de bemanning. Hij gelooft dat zijn gebrek aan moed erfelijk is, omdat er ook zulke verhalen de ronde doen over zijn overleden vader. Bruce is vastberaden om zijn angsten te overwinnen.

## Rolverdeling
| Acteur           | Personage          |
| ---------------- | ------------------ |
| Rod La Rocque    | Bruce McDow        |
| Jacqueline Logan | Jenny Hayden       |
| George Fawcett   | Kapitein Hayden    |
| Maurice Flynn    | Ewart Radcliffe    |
| Luke Cosgrave    | Kapitein Jonas     |
| Lillian Leighton | Mevrouw McDow      |
| Sam Appel        | John Swayne        |
| Robert Bolder    | Mijnheer Radcliffe |
| Jessie Braidwood | Mevrouw Radcliffe  |